# Valico di Monte Carruozzo
Der Valico di Monte Carruozzo ist ein 1136 m s.l.m. hoher Gebirgspass im Lukanischen Apennin. Er liegt in der Provinz Potenza, Region Basilikata, und verbindet über die Staatsstraße SS 7 „Via Appia“ die Gemeinde Pescopagano im Norden mit Castelgrande im Süden.

## Auffahrt
Die Nordauffahrt von Sant’Andrea di Conza weist auf einer Länge von 11,5 Kilometern eine durchschnittliche Steigung von 4,1 % auf. Die kurvige Straße steigt zunächst mit rund 5 % an, ehe es nach fünf Kilometern durch Pescopagano geht. Drei Kilometer vor der Passhöhe erreicht man ein Plateau, auf dem die Steigungsprozente auf rund 2 % abflachen.
Die Südauffahrt hat ihren Ausgangspunkt in Ponte Giacoia, ehe es über Muro Lucano und ein längeres Flachstück nach Castelgrande geht. Auf einer Länge von 19,3 Kilometern steigt die SS 7 hier mit 3,8 % im Schnitt an. Bei Muro Lucano werden dabei die steilsten Abschnitte mit rund 7 % absolviert, ehe man nach rund sechs Kilometern ein Plateau erreicht. Dieses führt über 4,5 Kilometer großteils abschüssig in Richtung Castelgrande. Die letzten 8,5 Kilometer steigen im Schnitt mit rund 5 % an.

## Radsport
Im Jahr 1986 wurde erstmals eine Bergwertung des Giro d’Italia auf dem Valico di Monte Carruozzo abgenommen. Der Pass wurde damals im Rahmen der 7. Etappe von der Südseite in der frühen Rennphase befahren. Der Spanier Pedro Muñoz führte damals über die Passhöhe.
Wie in den Jahren 1989 und 2023 wurde auch im Jahr 2025 die Südauffahrt genutzt. Sie wurde als Anstieg der 2. Kategorie zu Beginn der 6. Etappe überquert, wobei der Italiener Lorenzo Fortunato als erster über die Kuppe fuhr.
| Jahr | Etappe    | Bergwertung  | Fahrer                  | Auffahrt |
| ---- | --------- | ------------ | ----------------------- | -------- |
| 1986 | 7. Etappe | GPM          | Pedro Muñoz             | Süd      |
| 1989 | 6. Etappe | GPM          | Stephan Joho            | Süd      |
| 2023 | 4. Etappe | 2. Kategorie | Amanuel Ghebreigzabhier | Süd      |
| 2025 | 6. Etappe | 2. Kategorie | Lorenzo Fortunato       | Süd      |